# Pseudanthessidae
Pseudanthessidae är en familj av kräftdjur. Pseudanthessidae ingår i ordningen Poecilostomatoida, klassen Maxillopoda, fylumet leddjur och riket djur.
Familjen innehåller bara släktet Pseudanthessius.